# Synegia scutigera
Synegia scutigera là một loài bướm đêm trong họ Geometridae.